# Ogólnoindyjska Partia Ludu Drawidów
Ogólnoindyjska Partia Ludu Drawidów (ang. All India Anna Dravida Munnetra Kazhagam, hindi अखिल भारतीय अण्णा द्रविड मुन्नेत्र कळघम, tamil. அனைத்திந்திய அண்ணா திராவிட முன்னேற்றக் கழகம்) – partia polityczna w Indiach.
Została założona w 1972 roku przez M.G. Ramachandrana.
Partią kierują wspólnie O. Panneerselvam oraz Edappadi K. Palaniswami.
W wyborach parlamentarnych w 2009 roku partia uzyskała 6 953 591 głosów, co przełożyło się na 9 mandatów w Lok Sabhie.